# Luis Arconada
Luis Miguel Arconada Etxarri (San Sebastián, Gipuzkoa, 1954. június 26. –) spanyol labdarúgó kapus. Pályafutása alatt végig a Real Sociedad csapatát szolgálta.

## Pályafutása

### Kezdetek
16 évesen került a legnagyobb baszk klubhoz a Real Sociedadhoz.
Hamar a csapat oszlopos tagja lett és ezen időszak alatt két bajnoki címhez, valamint egy BEK elődöntőhöz segítette a fehér-kékeket.

### A válogatottban
A spanyol címeres mezt 1977. március 27-én egy Magyarország elleni barátságos mérkőzés 46 percében ölthette először magára. Részt vett Montréalban az 1976-os olimpián, az 1978-as argentin, és a hazai környezetben rendezett 1982-es spanyol világbajnokságon, az 1980-ban Olaszországban lezajlott Európa-bajnokságon, valamint az emlékezetes 1984-es Európa-bajnokságon, ahol a döntőben Michel Platini szabadrúgása kicsúszott a kezei közül. A vereséget követően lemondta a válogatottságot.

## Sikerei, díjai

### Real Sociedad
- bajnok (2): 1980-81, 1981-1982
- Szuperkupa győztes (1): 1982
- Király-kupa győztes (1): 1987

### Egyéni
- Zamora-díj: 1980, 1981, 1982

## Fordítás
- Ez a szócikk részben vagy egészben  a   Luis Arconada című spanyol Wikipédia-szócikk fordításán alapul.  Az eredeti cikk szerkesztőit annak laptörténete sorolja fel. Ez a jelzés csupán a megfogalmazás eredetét és a szerzői jogokat jelzi, nem szolgál a cikkben szereplő információk forrásmegjelöléseként.